# Мю Лиры
Мю Лиры (μ Lyr, μ Lyrae) — звезда субгигант в созвездии Лиры. Арабское имя — Алатфар (араб. الأظفر‎) — когти парящего орла (вместе с этой Лиры — Аладфар). Звезда удалена на расстояние 441 световой год и видимая величина составляет +5.12.
Мю Лиры массивнее Солнца в 4.5 раз, радиус - в 4.65 раз больше солнечного. Звезда ярче Солнца в 142 раза, температура поверхности - около 9000 градусов по Цельсию.
Использовалась в качестве контрольной звезды при наблюдении за изменением светимости Веги